# フランス・クリダ
フランス・クリダ（France Clidat、1932年11月22日 - 2012年5月17日）は、フランスのピアニスト。フランツ・リストの演奏家として世界的に知られる。また、エリック・サティの全ピアノ作品を録音している。

## 来歴
ナントで生まれる。1948年、15歳の時にジェノヴァで、アンリ・ソーゲの《ピアノ協奏曲イ短調》を、エルネスト・アンセルメの指揮で演奏してデビュー 。パリ音楽院ではラザール・レヴィ、ロラン＝マニュエルなどに師事し 、1950年に一等賞で卒業 。その後エミール・ギレリスなどの下で研鑽を積んだ。
1956年に、フランツ・リスト国際コンクール（現在のブダペスト国際音楽コンクール）に出場し、同コンクールでは19年ぶりとなるフランツ・リスト賞を受賞。以後、活躍の場を世界へと広げることとなる。パリ・シャンゼリゼ劇場でのリサイタルを聴いた評論家のベルナール・ガヴォティは、『ル・モンド』紙のコンサート評で、クリダを「マダム・リスト」と讃えた 。やがて彼女は、モニク・アース、セシル・ウーセ、ロベール・カサドシュ、フィリップ・アントルモンらとともに、「フランス・ピアノ楽派」の代表的存在と目されるようになった。既に先代の女流のリスト弾きにはエディト・ファルナディがいたが、ファルナディが急逝したため1970年代以降は二代目の女流リスト弾きとして知られることになった。
1960年代後半から70年代にかけて、クリダはリストのピアノ曲の全集企画に取り組む。この企画では最終的に24枚のアルバムが製作され、その中には《メフィスト・ワルツ3番・4番》、《華麗なマズルカ》、《2つのチャールダーシュ》、《スケルツォと行進曲》など、数多くの作品の初録音も含まれていた 。彼女は後に同作品集によって、ACCディスク大賞とヨーロッパ・ディスク大賞を受賞している。
リスト以外の作曲家では、エリック・サティのピアノ曲全集をリリースした他、ラフマニノフ、グリーグ、ショパン、チャイコフスキー、ランドスキなどの作品もレコーディングしている。
クリダは後進の指導にも力を注ぎ、パリのエコールノルマルで長年教鞭を取った 。また、フランツ・リスト国際コンクールなどで審査員をつとめた 。
2000年に公開されたカナダ映画『渦』では、クリダが演奏したグリーグの《ピアノ協奏曲》の第2楽章が使われている。

## 栄典
クリダは1976年にフランス芸術文化勲章、87年には国家功労勲章を受章した。彼女はまた、レジオンドヌール勲章、パリ市ヴェルメイユ・メダルも授与されている。